# Soulier d'or belge 1982
Le Soulier d'or 1982 est un trophée individuel, récompensant le meilleur joueur du championnat de Belgique sur l'ensemble de l'année 1982. Ceci comprend donc à deux demi-saisons, la fin de la saison 1981-1982, de janvier à juin, et le début de la saison 1982-1983, de juillet à décembre.

## Lauréat
Il s'agit de la vingt-neuvième édition du trophée, remporté par le défenseur latéral droit et capitaine du Standard de Liège Éric Gerets. Considéré comme un des deux favoris avec l'anderlechtois Ludo Coeck, tous deux auteurs d'une très bonne Coupe du monde 82, il s'impose finalement assez largement, remportant les deux tours. Le titre de champion de Belgique remporté en 1982, et la finale de Coupe des Coupes perdue face à Barcelone lui accordent les faveurs des votants. Il devance un trio de joueurs « mauves et blancs », composé de Ludo Coeck, Juan Lozano et Franky Vercauteren.

## Classement complet
| Place | Joueur                  | Nationalité | Club(s)                             | Points |
| ----- | ----------------------- | ----------- | ----------------------------------- | ------ |
| 1.    | Éric Gerets             |             | Standard de Liège                   | 452    |
| 2.    | Ludo Coeck              |             | RSC Anderlecht                      | 208    |
| 3.    | Juan Lozano             |             | RSC Anderlecht                      | 175    |
| 4.    | Franky Vercauteren      |             | RSC Anderlecht                      | 114    |
| 5.    | Jan Ceulemans           |             | FC Bruges                           | 64     |
| 6.    | Alexandre Czerniatynski |             | Antwerp / RSC Anderlecht            | 54     |
| 7.    | Guy Vandersmissen       |             | Standard de Liège                   | 45     |
| 8.    | Simon Tahamata          |             | Standard de Liège                   | 44     |
| 9.    | Walter Meeuws           |             | Standard de Liège                   | 29     |
| 10.   | Arie Haan               |             | Standard de Liège                   | 25     |
| 11.   | Erwin Vandenbergh       |             | Lierse SK / RSC Anderlecht          | 21     |
| 12.   | Jean-Marie Pfaff        |             | KSK Beveren / Bayern Munich         | 15     |
| 13.   | Jacky Munaron           |             | RSC Anderlecht                      | 14     |
| 14.   | Heinz Schönberger       |             | KSK Beveren                         | 11     |
| 15.   | Jos Daerden             |             | Standard de Liège                   | 10     |
| 16.   | Maurice De Schrijver    |             | KSC Lokeren                         | 9      |
| 17.   | Pier Janssen            |             | Waterschei THOR                     | 8      |
| 18.   | Luc Millecamps          |             | KSV Waregem                         | 7      |
| 19.   | André Lauryssen         |             | La Gantoise                         | 6      |
| ==.   | Eddy Voordeckers        |             | Standard de Liège / Waterschei THOR | 6      |
| 21.   | Wim De Coninck          |             | KSV Waregem                         | 5      |
| ==.   | Heinz Gründel           |             | Waterschei THOR / Standard de Liège | 5      |
| 23.   | Luc Vanderschommen      |             | KV Courtrai                         | 4      |
| ==.   | Lei Clijsters           |             | KSK Tongres / Waterschei THOR       | 4      |
| ==.   | Bob Hoogenboom          |             | KSC Lokeren                         | 4      |
| 26.   | Djamel Zidane           |             | KV Courtrai                         | 3      |
| ==.   | Alex Querter            |             | Cercle Bruges / FC Bruges           | 3      |
| ==.   | Per Frimann             |             | RSC Anderlecht                      | 3      |
| ==.   | Jos Heyligen            |             | KFC Winterslag                      | 3      |
| 30.   | Grzegorz Lato           |             | KSC Lokeren / CF Atlante            | 2      |
| ==.   | Aimé Coenen             |             | Waterschei THOR                     | 2      |
| ==.   | Aad Koudijzer           |             | La Gantoise                         | 2      |
| 33.   | Antoni Szymanowski      |             | FC Bruges                           | 1      |
| ==.   | Lárus Guðmundsson       |             | Waterschei THOR                     | 1      |
| ==.   | Wilfried Van Moer       |             | KSK Beveren / Saint-Trond           | 1      |
| ==.   | Marc Baecke             |             | KSK Beveren                         | 1      |
| ==.   | René Vandereycken       |             | Genoa                               | 1      |
| ==.   | Marc Van Der Linden     |             | Antwerp                             | 1      |
| ==.   | Dirk Goossens           |             | Beerschot                           | 1      |
| ==.   | Paul Theunis            |             | KSK Beveren                         | 1      |
| ==.   | Arnór Guðjohnsen        |             | KSC Lokeren                         | 1      |
| ==.   | Filip De Wilde          |             | KSK Beveren                         | 1      |
| ==.   | Dany Verlinden          |             | Lierse SK                           | 1      |
| ==.   | Michel De Wolf          |             | RWDM                                | 1      |